# Championnat d'Europe de baseball 1965
Navigation
Édition précédente Édition suivante
Le championnat d'Europe de baseball 1965, neuvième édition du championnat d'Europe de baseball, a eu lieu du 29 août au 5 septembre 1965 à Madrid, en Espagne. Il a été remporté par l'équipe des Pays-Bas.

## Déroulement
Classement final :
1. équipe des Pays-Bas
2. équipe d'Italie
3. équipe d'Allemagne
4. équipe d'Espagne
5. équipe de Suède